# Sonja Mühlberger
Sonja Mühlberger (* 26. Oktober 1939 in Shanghai, geboren als Sonja Krips) ist eine deutsche Lehrerin, die als Tochter jüdischer Emigranten ihre frühe Kindheit in Shanghai verbrachte und als Zeitzeugin wiederholt über ihre Erfahrungen berichtete und publizierte.

## Leben
Ihre Eltern waren Hermann und Ilse Krips. Ihr Vater wurde in Frankfurt am Main nach dem Novemberpogrom ins Konzentrationslager Dachau verschleppt. Ilse Krips gelang es, durch die Beschaffung von Ausreisepapieren die Freilassung ihres Mannes zu erwirken. Ende März 1939 bestiegen sie in Genua die Bianca mano, eines der letzten Schiffe, die Flüchtlinge nach Shanghai brachten. Im April 1939 kam das Ehepaar in Shanghai an.
Die Tochter Sonja wurde ein halbes Jahr später geboren. Sie wuchs im Shanghaier Ghetto auf, das damals unter japanischer Besatzung stand. Gemeinsam mit ihren Eltern und etwa 500 anderen Shanghaier Emigranten konnte sie 1947 wieder nach Deutschland zurückkehren. Sie fand damals in Ost-Berlin (sowjetischer Sektor, später Teil der DDR) ihr Zuhause und wurde Lehrerin.
Sonja Mühlberger publizierte mehrere Bücher und Texte und engagiert sich als Zeitzeugin. Sie ist eine der bekanntesten jener jüdischen Emigranten, die den Holocaust in Shanghai überlebten.
Mühlberger engagierte sich auch bei einem Gedenkprojekt des Shanghai Jewish Refugees Museum. Dort wurde im September 2014 eine mehr als 30 m lange kupferne Gedenkwand mit den Namen von 13.732 Juden enthüllt, die während des Zweiten Weltkriegs in Shanghai Zuflucht gefunden hatten. Viele dieser Namen wurden einer Liste entnommen, die Mühlberger in ihrem Buch Exil Shanghai. Jüdisches Leben in der Emigration 1938–1947 veröffentlicht hatte.
Im Frühjahr 2019 wurde Sonja Mühlberger mit einem Bundesverdienstkreuz am Bande geehrt.

## Publikationen (Auswahl)
- zusammen mit Georg Armbrüster und Michael Kohlstruck (Hrsg.): Exil Shanghai. Jüdisches Leben in der Emigration 1938–1947. Hentrich & Hentrich, Teetz, Berlin 2000, ISBN 3-933471-19-2.
- Geboren in Shanghai als Kind von Emigranten. Leben und Überleben im Ghetto von Hongkew (1939–1947). Hentrich & Hentrich, Teetz, Berlin 2006, ISBN 3-938485-44-2.